# Borreliainfektion

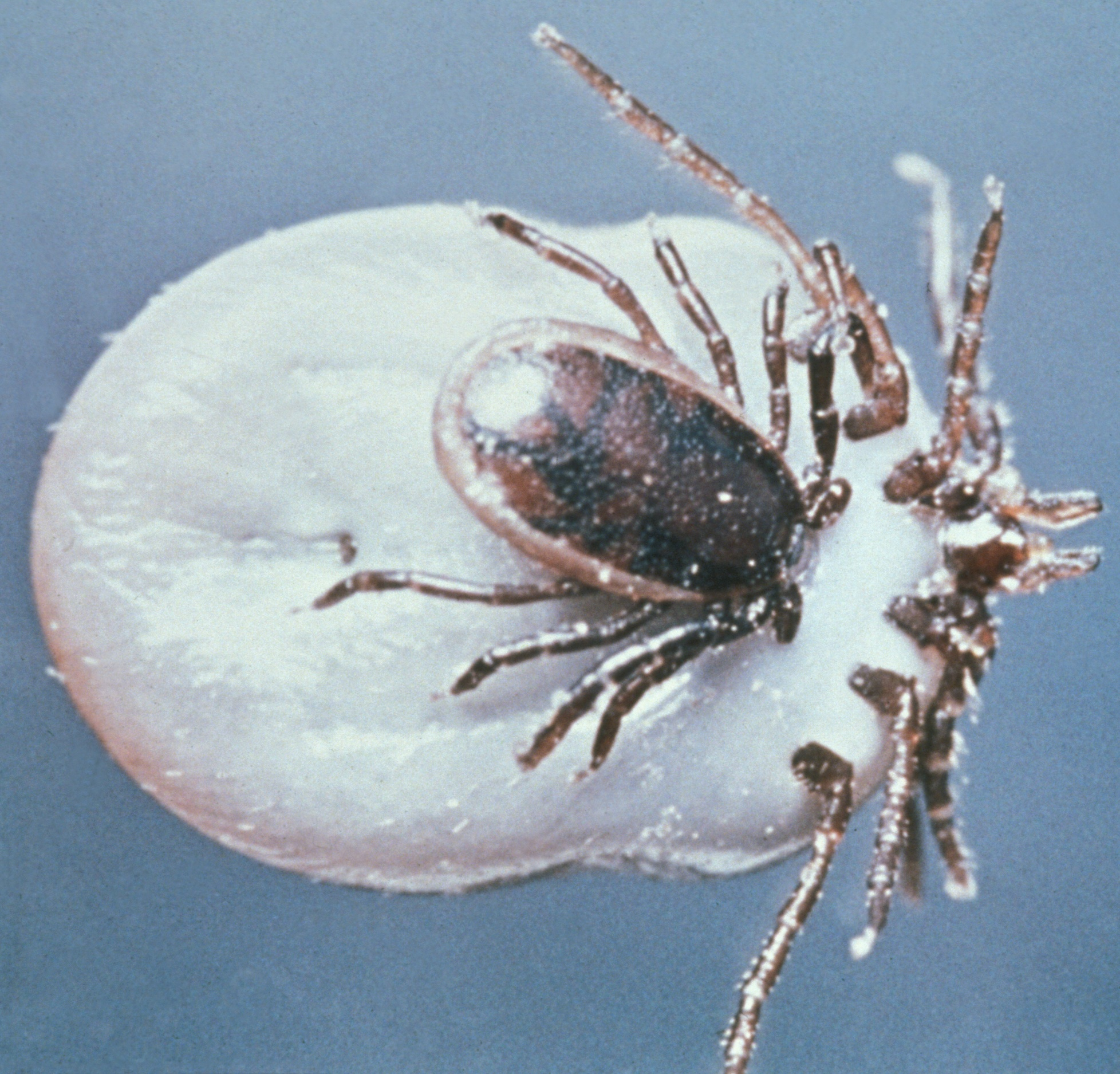
Fästingar sprider borrelia. Mindre hanne kopulerar med betydligt större hona.
Bild: CDC, 1975. (PD)

Borreliainfektion, även kallad borrelios och borrelia, är en fästingburen infektionssjukdom som orsakas av bakterien Borrelia burgdorferi.
Det vanligaste symptomet är hudutslag men man kan senare också utveckla nervsmärtor, ledbesvär och ansiktsförlamning. Kraftig infektion kan dessutom ge huvudvärk, trötthet och psykiska symptom. Enligt Europeiska smittskyddsmyndigheten (ECDC) räknas sjukdomen som ett av de främsta hoten mot folkhälsan inom EU. Infektionen kan behandlas med en kortvarig antibiotikakur.

## Smittämnen
Bakterierna som orsakar borreliainfektion är arter inom släktet Borrelia, främst de tre närbesläktade arterna Borrelia burgdorferi, Borrelia garinii och Borrelia afzelii. Bakterierna är spiralformade, så kallade spiroketer, och ger likartade sjukdomssymptom.
Arterna kan sammanföras inom begreppet Borrelia burgdorferi sensu lato ("i vidare bemärkelse"). I USA, där sjukdomen först beskrevs i staden Lyme i Connecticut, förekommer endast Borrelia burgdorferi. I USA kallas borrelios Lyme disease eller Lyme borreliosis.
Borrelia burgdorferi förekommer också i Europa, men vanligare är Borrelia garinii och Borrelia afzelii. I Asien förekommer bara de senare två.

## Smittvägar
Smitta av borrelia till människa är vektorburen och överförs via fästingar tillhörande arten vanlig fästing, som sugit blod från infekterade varmblodiga djur, vanligen smågnagare, harar och näbbmöss. Man har konstaterat att infektionen på samma sätt också kan spridas via infekterade fåglar. Hjortdjur, t.ex. rådjur, infekterar inte fästingarna med borreliabakterier. Däremot är rådjuren viktiga blodvärdar för fästingarna. Risken att smittas i samband med fästingbett varierar i olika områden, men är i Sverige i genomsnitt cirka 0,6 %. Störst risk för smitta föreligger i Götaland och Svealands östra kustområden. Numer[sedan när?] är infektionen vanlig också längs västkusten. Risken minskar norrut i Sverige eftersom antalet fästingar är färre, men mängden fästingar och förekomsten av borreliainfektion har (liksom förekomsten av rådjur) stadigt spridits norrut längs Norrlandskusten och har under 2010-talet klart etablerat sig i Umeåregionen.
Vid fästingbett överförs borreliabakterier från fästingen normalt inom ett tidsintervall av 24 till 36 timmar. Ju förr fästingen avlägsnas desto mindre är risken att bli smittad. Tas fästingen bort inom 24 timmar är risken för att bli smittad av borrelia mycket liten. ASCIA guidelines rekommenderar att fästingar skall dödas innan de tas bort. En fallstudie publicerades i JAMA Dermatology 2013 där det rekommenderas frysning av fästingar med flytande kväve innan de plockas bort.
En ny faktor att räkna med sedan slutet på 1990-talet är Anaplasma-infektionen (även kallad Erlichia eller fästingfeber), som sprids med samma fästingart och kan förvärra risken för att borreliainfektionen ska få fäste och orsaka allvarlig sjukdom. Denna effekt beror på att Anaplasma-bakterien försämrar immunförsvaret.

## Symptom och diagnostik

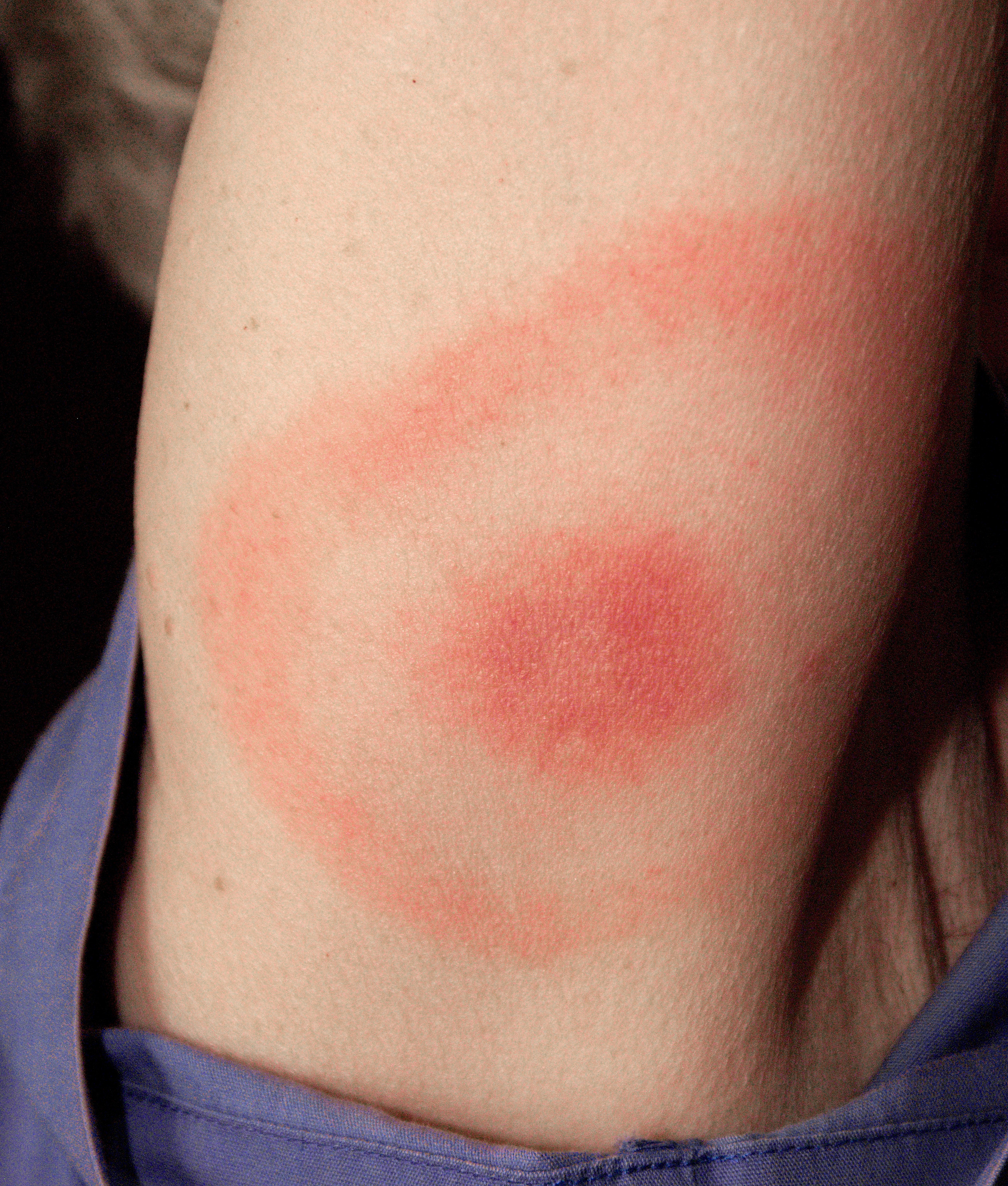
Rött expanderande utslag (erytema migrans) som uppkommer 1-4 veckor efter fästingbettet. Vid utslag som är större än 5 cm rekommenderas antibiotikabehandling.

Får man en fästing kan man testa denna för borrelia. Om fästingen bär på smittan behöver detta inte nödvändigtvis innebära att smittan förts över till människan, dock ger det anledning till att vara extra uppmärksam för borreliarelaterade symptom.
Det finns år 2019 inget vaccin mot borreliainfektion.
I det första skedet, efter en inkubationstid som varar i 3–32 dygn (oftast en eller två veckor), visar sig oftast en rodnad i området runt bettet som över tiden ökar i storlek, kallad erytema migrans. Rodnaden saknas dock hos minst 25 procent av de drabbade. Hos män blir rodnaden ofta ringformad med uppklarning centralt, medan den hos kvinnor oftare framträder som en homogen rodnad som centralt är mörkare röd. Detta kan vara det enda symptomet, men ofta uppträder samtidigt mer generella sjukdomssymptom som muskelvärk, ledvärk  och feber. I bland uppstår liknande rodnader på flera ställen på kroppen (multipla erytem). Ofta uppstår en lilablå rodnad i samband med fästingbettet redan inom några timmar. Detta är inte ett tecken på borrelia, utan en direkt reaktion på själva bettet utan samband med eventuell infektion.
Efter tre eller fyra veckor kan en rad symptom uppstå. Dessa kan vara trötthet, stelhet i ansikte och nacke, värk i ögonen, överkänslighet mot ljus, blindhet, hörselnedsättning, tinnitus, överkänslighet mot ljud, smärta i näsan vid andning och sinusbesvär, ledvärk, svullna knän, hudutslag, smärta i testiklarna, smärta i perineum, ofta förekommande eller smärtsam urinering (polyuri och dysuri), smärta i buken, muskelvärk, ryggvärk, värk i korsryggen, värk i bröstet, smärta i höften och skinkan, migrän, huvudvärk, yrsel, balanssvårigheter, blå-röda utslag i fotsulan som övergår till en röd-vit atrofi av huden, förtunning av hud under foten, förlust av känsel och avdomning i extremiteterna, neurologiska besvär, problem med minnet och förvirring, utfall av ilska, perioder av likgiltighet, koncentrationsproblem, hjärtproblem, återkommande rethosta med små mängder slem, tand- och käkinfektioner, tandgnissling, värk i käkmuskulatur och artrit.
Om man misstänker borreliainfektion, särskilt vid allmänsymptom, bör man söka läkare. I det första infektionsskedet där enbart erytema migrans (den karaktäristiska hudrodnaden) föreligger, har antikroppar ännu inte hunnit utvecklas. Serologiska tester är därför av begränsat värde och kan missleda läkare om denne inte känner till dessa begränsningar. I nästa skede kan lederna, hjärnhinnan och i sällsynta fall hjärta angripas. Ansiktsförlamning är en inte ovanlig komplikation. Symptomen kan, särskilt om de lämnas obehandlade bli mycket långvariga och i vissa fall även bestående. Prov kan ibland påvisa antikroppar i blodet och vid misstanke om hjärnhinneinflammation också i ryggmärgsvätska. Evidens om tillgängliga provmetoderna vid infektion längre än tre veckor är dock motsägande. Dessa tester kan därför bidra till att ställa diagnos, men kan ofta misslyckas med att påvisa antikroppar. Forskningsevidens om diagnostik genom serologi eller spinalvätska av kroniska fall finns inte eftersom man inte kan låta bli att behandla konstaterade borreliafall för att få evidens om de kroniska tillstånden. Kronisk eller sen borrelia är sålunda en klinisk diagnos, det vill säga man diagnostiserar genom att undersöka patienten och inhämta den relevanta historiken. Symptomen varierar avsevärt från individ till individ och från tid till annan varför någon typisk sjukdomsbild inte finns. Det kan därför vara mycket svårt och tidskrävande att ställa diagnos. Många fall går oupptäckta eftersom symptomen kan likna en mängd andra tillstånd och sjukdomar.

## Behandling
Läkarbesök rekommenderas snarast vid fästingbett med borreliaring och/eller andra typiska symptom. Detta för att få en kvalificerad bedömning av besvären och för att komma igång med eventuell behandling så snart som möjligt.
Det finns ingen forskningsevidens för att borrelia kan självläka utan behandling, och behandling skall sättas in omedelbart utan bekräftande serologi eftersom det finns betydande risk för ogynnsamt förlopp och kronisering med en mängd långvariga, svårbehandlade och smärtsamma tillstånd. Dessutom ger borrelia uttryck som liknar andra sjukdomar vilket kan leda till ett otal feldiagnoser och felbehandlingar.
Forskningsevidens om livslängden och reproduktionssättet för bakterien Borrelia burgdorferi är mångtydig. Behandlingen vid bett eller symptom bör därför i första hand bestå av penicillin som dödar borreliabakterien, under tre veckor. Alternativt kan doxycyklin som förhindrar reproduktion förskrivas, under två veckor. I de fall hjärnhinnorna är angripna, neuroborrelios, behandlas infektionen antingen med peroralt doxycyklin i hög dos eller intravenös antibiotikaterapi.
Olika länder behandlar samma sjukdom helt olika lång tid och med olika antibiotika. T.ex. kan nämnas att en röd borrelia-ring vanligen behandlas med 10 dagars penicillin i Sverige medan England officiellt (sedan i april 2018) behandlar exakt samma diagnos med 21 dagar av bredspektrum-antibiotikan doxycyklin. I Sverige används vanligen doxycyklin först för mer allvarliga former av borrelia. Även i Norge behandlas borrelia under längre tid än i Sverige.
Det finns ingen forskningsevidens om diagnos av kronisk eller sen borrelia eftersom man inte kan låta bli att behandla konstaterade borreliafall för att få evidens om de kroniska tillstånden. [källa behövs] Kronisk eller sen borrelia är sålunda en klinisk diagnos, det vill säga man diagnostiserar genom att undersöka patienten och inhämta den relevanta historiken. Behandlingsvägar för kronisk eller sen borrelia är därför ofta besvärliga och omdiskuterade samt evidensen mångtydig varför borrelia bör behandlas utan dröjsmål så tidigt som möjligt. Behandlingen av sen eller kronisk borrelia kan bestå av ett flertal antibiotikum samtidigt och kan behöva pågå under flera månader.
Borrelia är sålunda en sjukdom som kan ge mycket allvarliga eller livshotande hälsoproblem; dock är den ej en infektion som är anmälningspliktig sjukdom i Sverige.

## Kontroverser kring diagnos och behandling
Förekomsten av en kronisk form av sjukdomen, med ett flertal diffusa symptom, har ett antal förespråkare men detta ifrågasätts av etablerade medicinska organisationer och läkare. Det finns inget vetenskapligt stöd för detta. De som menar att den kroniska formen av borrelia finns, anser att sjukdomen kan kräva mer omfattande antibiotikabehandling än de 10–14 dagar som är dagens rekommendationer för svensk sjukvård. Mot den svenska hållningen står The Infectious Diseases Society of America (IDSA) som rekommenderar 2–3 veckors behandling. Men enskilda läkare och flera nationella borreliaorganisationer menar att även detta är för kort behandling av kronisk borrelia. Rekommendationer från The International Lyme and Associated Diseases Society (ILADS) menar att sjukdomen som regel behöver 4–6 veckors antibiotikabehandling, men att det i specifika fall kan krävas ännu längre behandlingar. Flertalet medicinska auktoriteter avråder dock från långvarig antibiotikabehandling mot borrelia. I USA har man i flera fall kunnat koppla denna form av långvarig antibiotikabehandling till dödsfall. Studier har visat att de flesta patienter diagnosticerade med "kronisk borrelia" antingen saknar tecken på tidigare eller nuvarande infektion med borrelia-bakterien, eller har återkommande icke-specifika symtom efter avslutad borreliabehandling.
Syfilisbakterien (Treponema pallidum) som är en relativt närbesläktad spiroketart orsakar ett likartat sjukdomsförlopp med en primär, ofta diskret infektion, följd av symptom från huden och sedan kan ett tredje stadium utvecklas, som orsakar kvarstående skador på vitt skilda organ. De skadorna finns kvar även efter antibiotikabehandling och motsvarande gäller den behandlade borreliainfektionens sena skador - även de kvarstående och på vitt skilda organ.
Statens beredning för medicinsk utvärdering granskade 2013 lämplig behandlingstid vid borrelia och konstaterade att det behövs bättre forskning. Nytta och risker måste jämföras i välgjorda studier. Det saknas belägg för att antibiotika i mer än 10–14 dagar förbättrar behandlingsresultatet för patienter med erytema migrans. Till detta ska vägas in att det vid längre tids behandling (> 21 dagar) med antibiotikum via central venös infart finns en inte oväsentlig risk för allvarliga och potentiellt livshotande komplikationer.